# 水戶城

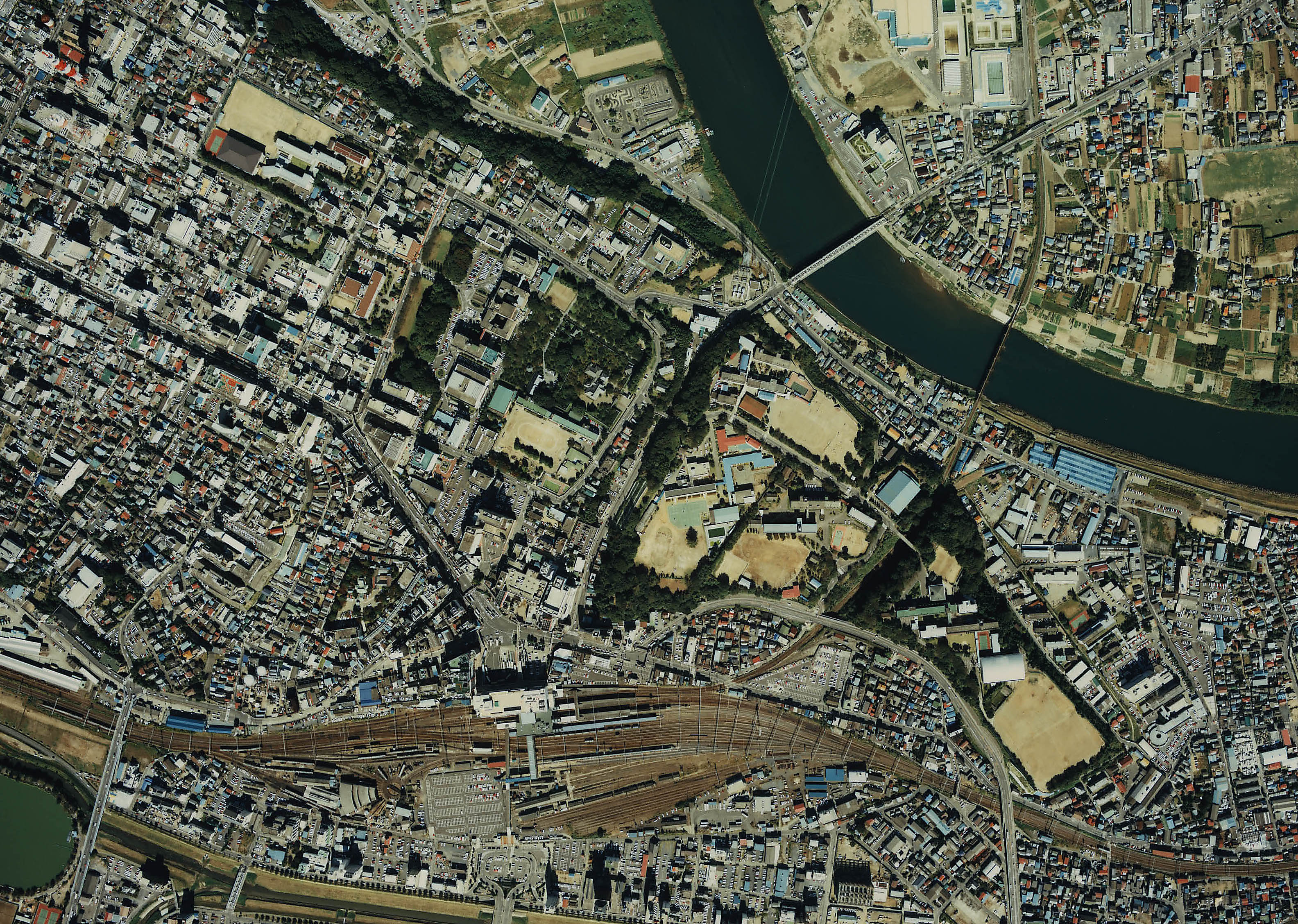
水戶城的空拍圖
（1986年拍攝）

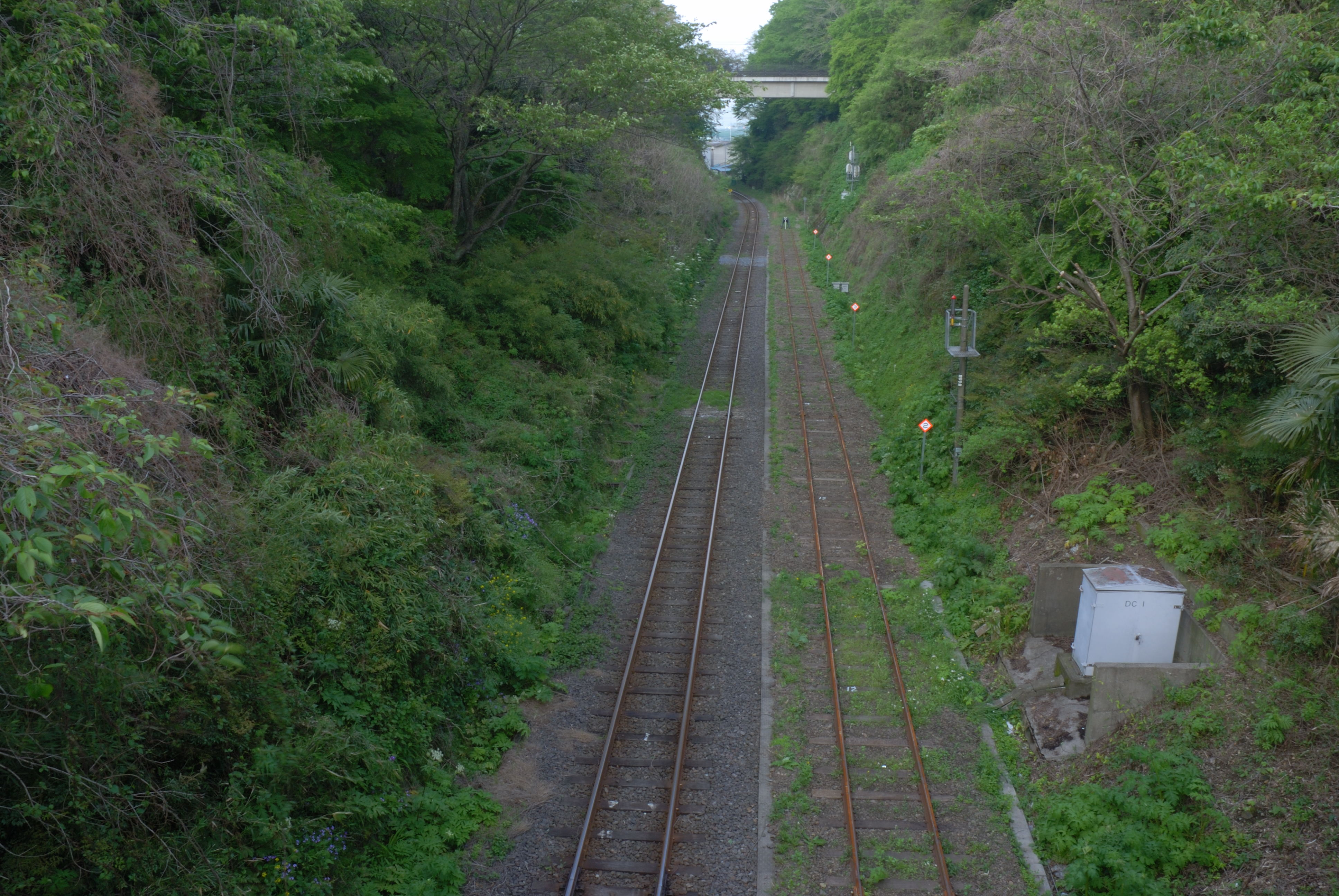
本丸空堀

水戶城是日本之城。所在地位於茨城縣水戶市三之丸。德川御三家的「水戶德川家」一支所居之城。茨城縣指定史跡。三之丸的藩校、弘道館是日本國內指定特別史跡。